# Refrigeración por agua

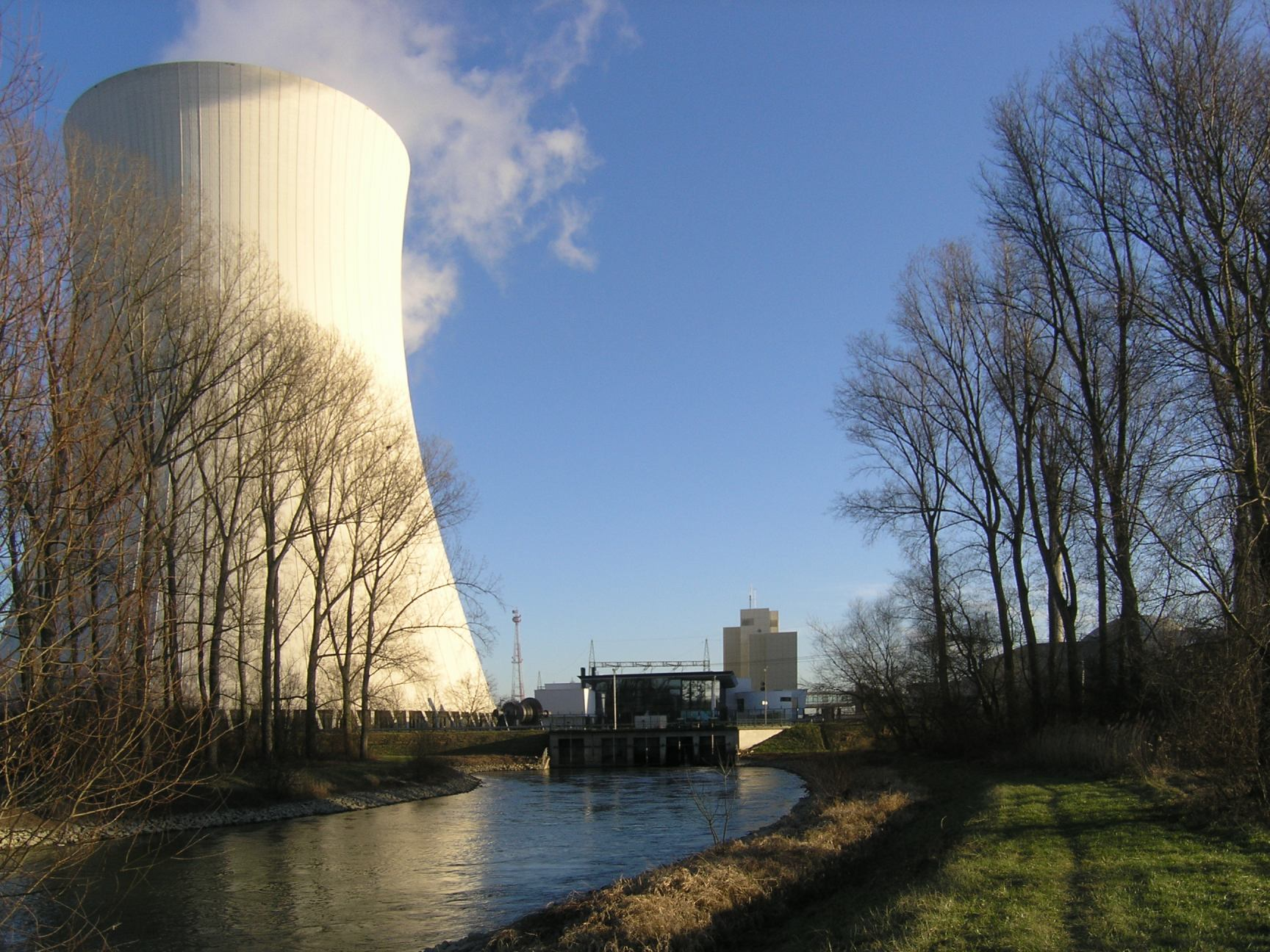
Torre de refrigeración y descarga de agua de una central nuclear

La refrigeración por agua es un método de eliminación de calor de componentes y equipos industriales. La refrigeración por evaporación con agua suele ser más eficiente que la refrigeración por aire. El agua es económica y no tóxica; sin embargo, puede contener impurezas y causar corrosión.
La refrigeración por agua se utiliza habitualmente para enfriar motores de combustión interna de automóviles y centrales eléctricas. Los refrigeradores de agua que utilizan la transferencia de calor por convección se emplean en ordenadores personales de gama alta para reducir la temperatura de las CPU.
Otros usos incluyen el enfriamiento de aceite lubricante en bombas; para refrigeración en intercambiadores de calor; para la refrigeración de edificios en HVAC y enfriadores.

## Mecanismo

### Ventajas
El agua es barata, no tóxica y está disponible en la mayor parte de la superficie terrestre. La refrigeración líquida ofrece mayor conductividad térmica que la refrigeración por aire. El agua tiene una capacidad calorífica específica inusualmente alta entre los líquidos comúnmente disponibles a temperatura ambiente y presión atmosférica, lo que permite una transferencia de calor eficiente a distancia con bajos índices de transferencia de masa. El agua de refrigeración puede reciclarse a través de un sistema de recirculación o utilizarse en un sistema de refrigeración de un solo paso (OTC). La alta entalpía de vaporización del agua permite la opción de un enfriamiento evaporativo eficiente para eliminar el calor residual en torres o estanques de enfriamiento. Los sistemas de recirculación pueden ser abiertos si dependen de la refrigeración evaporativa o cerrados si la eliminación del calor se realiza en intercambiadores de calor con pérdidas evaporativas insignificantes. Un intercambiador de calor o condensador puede separar el agua de refrigeración sin contacto de un fluido que se está enfriando, o el agua de refrigeración de contacto puede incidir directamente en elementos como las hojas de sierra, donde la diferencia de fase permite una fácil separación. La normativa medioambiental hace hincapié en la reducción de las concentraciones de productos residuales en el agua de refrigeración sin contacto.

### Desventajas
El agua acelera la corrosión de las piezas metálicas y es un medio favorable para el crecimiento biológico. Los minerales disueltos en los suministros de agua natural se concentran por evaporación para dejar depósitos denominados incrustaciones. El agua de refrigeración suele requerir la adición de productos químicos para minimizar la corrosión y aislar los depósitos de incrustaciones y bioincrustaciones.
El agua contiene cantidades variables de impurezas procedentes del contacto con la atmósfera, el suelo y los recipientes. Los metales manufacturados tienden a revertir a minerales mediante reacciones electroquímicas de corrosión. El agua puede acelerar la corrosión de la maquinaria que se enfría, ya que es tanto un conductor eléctrico como un disolvente para los iones metálicos y el oxígeno. Las reacciones de corrosión proceden más rápidamente a medida que aumenta la temperatura. La conservación de la maquinaria en presencia de agua caliente se ha mejorado mediante la adición de inhibidores de la corrosión, incluidos zinc, cromatos y fosfatos. Los dos primeros tienen problemas de toxicidad; y el último se ha asociado con la eutrofización.Las concentraciones residuales de biocidas e inhibidores de la corrosión son potencialmente preocupantes para la OTC y la purga de los sistemas abiertos de recirculación de agua de refrigeración.Con la excepción de las máquinas con una vida útil corta, los sistemas de recirculación cerrados requieren un tratamiento o sustitución periódicos del agua de refrigeración, lo que plantea una preocupación similar sobre la eliminación final del agua de refrigeración que contiene productos químicos utilizados con los supuestos de seguridad medioambiental de un sistema cerrado.
La bioincrustación se produce porque el agua es un entorno favorable para muchas formas de vida. Las características de flujo de los sistemas de recirculación de agua de refrigeración fomentan la colonización por organismos sésiles para utilizar el suministro circulante de alimentos, oxígeno y nutrientes.  Las temperaturas pueden llegar a ser lo suficientemente altas como para albergar poblaciones termófilas. La bioincrustación de las superficies de intercambio de calor puede reducir los índices de transferencia de calor del sistema de refrigeración; y la bioincrustación de las torres de refrigeración puede alterar la distribución del flujo y reducir los índices de refrigeración por evaporación. La bioincrustación también puede crear concentraciones diferenciales de oxígeno que aumenten los índices de corrosión. Los sistemas OTC y de recirculación abierta son los más susceptibles a la bioincrustación. Las modificaciones temporales del hábitat pueden inhibir la bioincrustación. Las diferencias de temperatura pueden desalentar el establecimiento de poblaciones termófilas en instalaciones de funcionamiento intermitente; y los picos de temperatura intencionados a corto plazo pueden matar periódicamente a las poblaciones menos tolerantes. Los biocidas se han utilizado habitualmente para controlar las incrustaciones biológicas cuando se requiere un funcionamiento continuado de las instalaciones.
El cloro puede añadirse en forma de hipoclorito para reducir la bioincrustación en los sistemas de agua de refrigeración, pero posteriormente se reduce a cloruro para minimizar la toxicidad del agua de purga o de OTC que se devuelve a los entornos acuáticos naturales. El hipoclorito es cada vez más destructivo para las torres de refrigeración de madera a medida que aumenta el pH. Los fenoles clorados se han utilizado como biocidas o se han lixiviado de la madera conservada en torres de refrigeración. Tanto el hipoclorito como el pentaclorofenol tienen una eficacia reducida a valores de pH superiores a 8. Los biocidas no oxidantes pueden ser más difíciles de desintoxicar antes de liberar el agua de purga o de OTC a entornos acuáticos naturales.
Se han mantenido concentraciones de polifosfatos o fosfonatos con zinc y cromatos o compuestos similares en los sistemas de refrigeración para mantener limpias las superficies de intercambio de calor, de modo que una película de óxido de hierro (III) y Fosfato de zinc pueda inhibir la corrosión pasivando los puntos de reacción anódica y catódica.Estos aumentan la salinidad y los sólidos disueltos totales, y los compuestos de fósforo pueden proporcionar el nutriente esencial limitante para el crecimiento de algas que contribuyen a la bioincrustación del sistema de refrigeración o a la eutrofización de los entornos acuáticos naturales que reciben el agua de purga o de OTC. Los cromatos reducen la bioincrustación además de inhibir eficazmente la corrosión en el sistema de agua de refrigeración, pero la toxicidad residual en el agua de purga o de OTC ha fomentado la reducción de las concentraciones de cromatos y el uso de inhibidores de corrosión menos flexibles. La purga también puede contener cromo lixiviado de torres de refrigeración construidas con madera preservada con arseniato de cobre cromado.
Los sólidos disueltos totales o TDS (a veces llamados residuos filtrables) se miden como la masa de residuos que quedan cuando se evapora un volumen medido de agua filtrada.La salinidad mide la densidad del agua o los cambios de conductividad causados por los materiales disueltos.  La probabilidad de formación de incrustaciones aumenta con el incremento del total de sólidos disueltos. Los sólidos comúnmente asociados a la formación de incrustaciones son el carbonato y el sulfato de calcio y magnesio. Las tasas de corrosión aumentan inicialmente con la salinidad en respuesta al aumento de la conductividad eléctrica, pero luego disminuyen después de alcanzar un pico a medida que los niveles más altos de salinidad disminuyen los niveles de oxígeno disuelto.
Algunas aguas subterráneas contienen muy poco oxígeno cuando se bombean de los pozos, pero la mayoría de los suministros naturales de agua incluyen oxígeno disuelto. La corrosión aumenta con el incremento de las concentraciones de oxígeno.El oxígeno disuelto se aproxima a los niveles de saturación en las torres de refrigeración. El oxígeno disuelto es deseable en el agua de purga o de OTC que se devuelve a entornos acuáticos naturales.
El agua se ioniza en cationes hidronio (H 3 O+) y aniones hidróxido (OH−). La concentración de hidrógeno ionizado (como agua protonada) en un sistema de agua de refrigeración se expresa como pH. Los valores bajos de pH aumentan la velocidad de corrosión, mientras que los valores altos de pH favorecen la formación de incrustaciones. El anfoterismo es poco común entre los metales utilizados en los sistemas de refrigeración por agua, pero la velocidad de corrosión del aluminio aumenta con valores de pH superiores a 9. La corrosión galvánica puede ser grave en sistemas de agua con componentes de cobre y aluminio. Se puede añadir ácido a los sistemas de agua de refrigeración para evitar la formación de incrustaciones si la disminución del pH compensa el aumento de la salinidad y de los sólidos disueltos.

## Centrales eléctricas de vapor

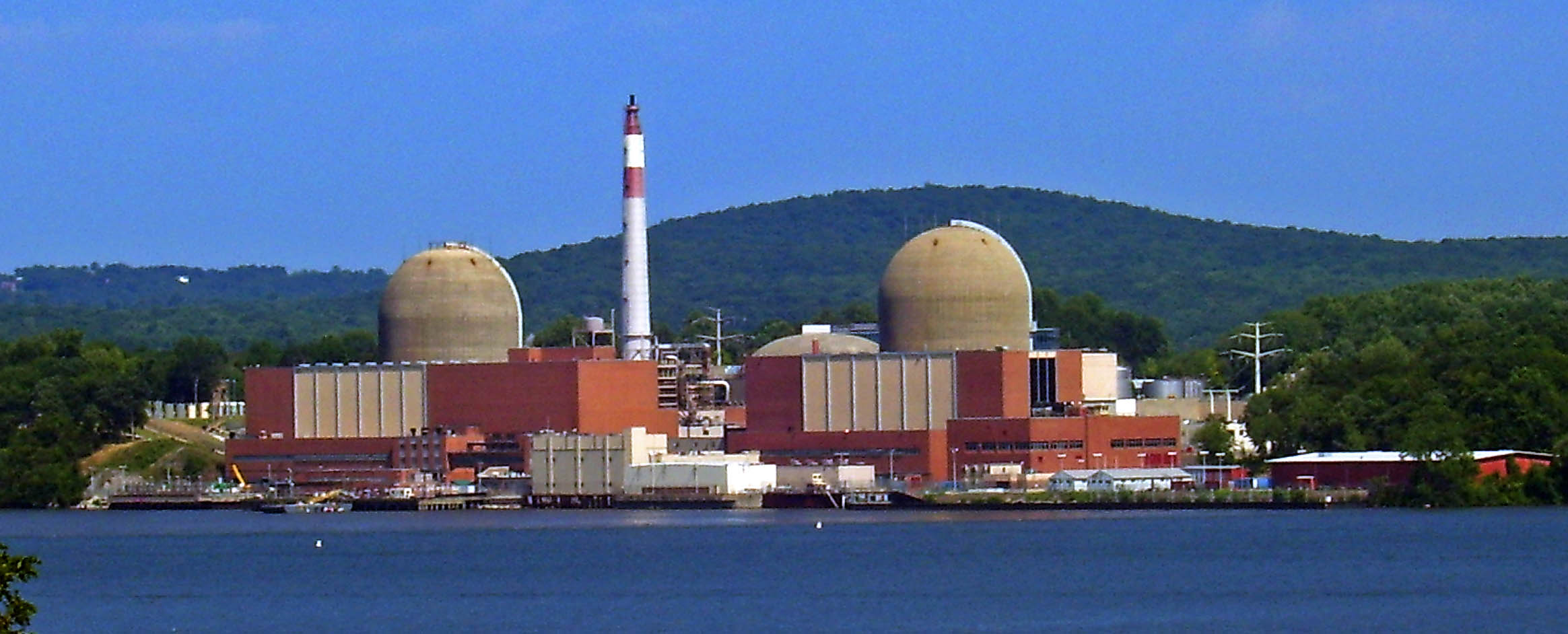
El Centro de Energía de Indian Point. Más de mil millones de huevos y larvas de peces mueren en su sistema de enfriamiento cada año.

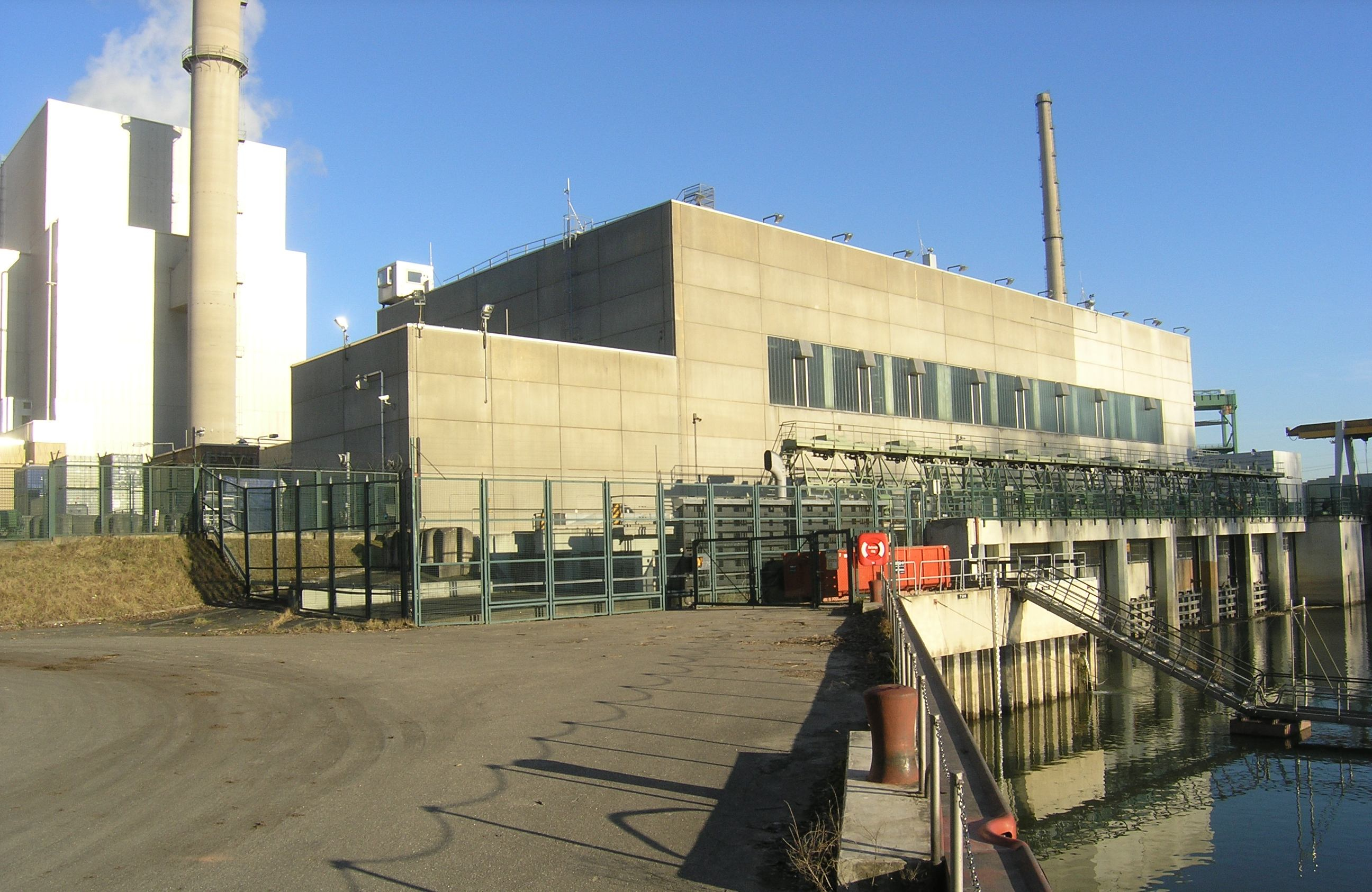
Toma de agua de refrigeración de una central nuclear

Pocas aplicaciones de refrigeración se acercan a los grandes volúmenes de agua necesarios para condensar el vapor a baja presión de las centrales eléctricas. Muchas instalaciones, sobre todo centrales eléctricas, utilizan millones de litros de agua al día para la refrigeración. La refrigeración por agua a esta escala puede alterar los entornos acuáticos naturales y crear otros nuevos. La contaminación térmica de ríos, estuarios y aguas costeras es un factor a tener en cuenta a la hora de ubicar este tipo de centrales. El agua devuelta a los entornos acuáticos a temperaturas superiores a las del agua receptora ambiente modifica el hábitat acuático al aumentar las tasas de reacción bioquímica y disminuir la capacidad de saturación de oxígeno del hábitat. Los aumentos de temperatura favorecen inicialmente un cambio de población de las especies que requieren la alta concentración de oxígeno del agua fría a las que disfrutan de las ventajas de las mayores tasas metabólicas del agua caliente.
Los sistemas de refrigeración de un solo paso (OTC) pueden utilizarse en ríos muy grandes o en emplazamientos costeros y estuarinos. Estas centrales vierten el calor residual en el agua del río o de la costa. Por lo tanto, estos sistemas dependen de un buen suministro de agua de río o de mar para sus necesidades de refrigeración. Estas instalaciones se construyen con estructuras de toma diseñadas para bombear grandes volúmenes de agua a un caudal elevado. Estas estructuras suelen arrastrar también un gran número de peces y otros organismos acuáticos, que mueren o resultan heridos en las rejillas de admisión. Los grandes caudales pueden inmovilizar a los organismos de natación lenta, incluidos los peces y las gambas, en las rejillas que protegen de la obstrucción los tubos de pequeño diámetro de los intercambiadores de calor. Las altas temperaturas o la turbulencia y el cizallamiento de la bomba pueden matar o inutilizar a los organismos más pequeños que pasan por las rejillas arrastrados por el agua de refrigeración.: Cap. A2 Más de 1.200 centrales eléctricas y fabricantes utilizan sistemas OTC en EE. UU.: 4-4 y las estructuras de admisión matan miles de millones de peces y otros organismos cada año. Los depredadores acuáticos más ágiles consumen los organismos atrapados en las rejillas; y los depredadores y carroñeros de aguas cálidas colonizan la descarga de agua de refrigeración para alimentarse de los organismos arrastrados.
La Ley de Agua Limpia de EE. UU. requiere que la Agencia de Protección Ambiental (EPA) emita regulaciones sobre las estructuras de toma de agua de refrigeración industrial. La EPA emitió regulaciones finales para nuevas instalaciones en 2001 (modificadas en 2003),  y para instalaciones existentes en 2014. 

### Torres de enfriamiento

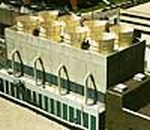
Una torre de refrigeración mecánica de tiro inducido Marley

Como alternativa a la OTC, las torres de refrigeración industriales pueden utilizar agua de río recirculada, agua costera (agua de mar) o agua de pozo. Las grandes torres de refrigeración mecánicas de tiro inducido o forzado de las plantas industriales hacen circular continuamente agua de refrigeración a través de intercambiadores de calor y otros equipos en los que el agua absorbe calor. A continuación, ese calor se expulsa a la atmósfera mediante la evaporación parcial del agua en las torres de refrigeración, donde el aire ascendente entra en contacto con el flujo descendente de agua en circulación. La pérdida de agua evaporada en el aire que se expulsa a la atmósfera se sustituye por agua dulce "de reposición" de río o agua dulce de refrigeración; pero los volúmenes de agua perdidos durante la refrigeración por evaporación pueden disminuir el hábitat natural de los organismos acuáticos. Dado que la evaporación de agua pura se sustituye por agua de reposición que contiene carbonatos y otras sales disueltas, una parte del agua circulante también se desecha continuamente como agua de "purga" para evitar la acumulación excesiva de sales en el agua circulante; y estos residuos de purga pueden cambiar la calidad del agua receptora.

## Motores de combustión interna
La camisa de agua que rodea un motor es muy eficaz para amortiguar los ruidos mecánicos, lo que hace que el motor sea más silencioso.

### Método abierto

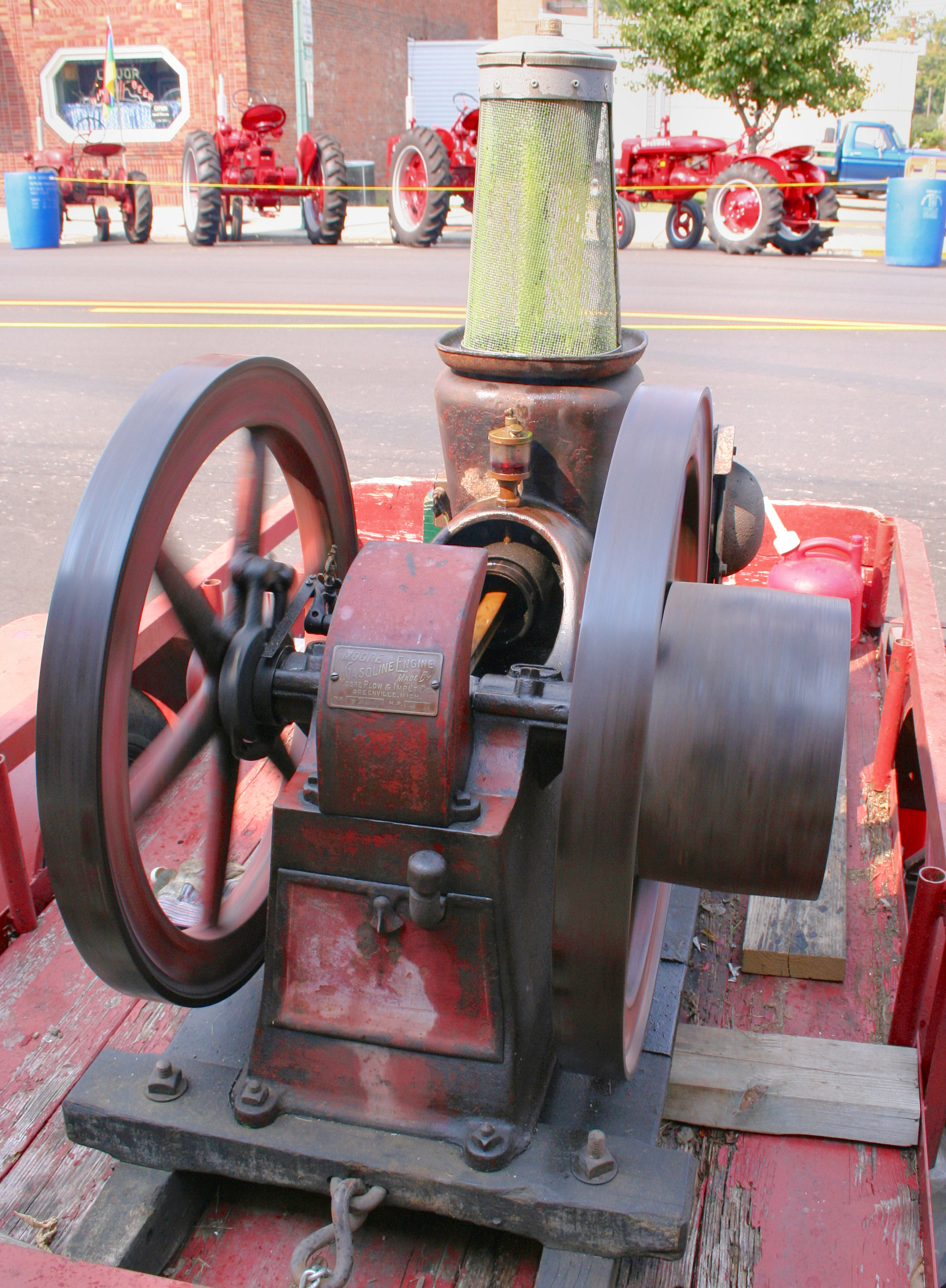
Un antiguo motor de gasolina con un enfriador evaporativo y una rejilla de malla para mejorar la evaporación. El agua se bombea hasta la parte superior y fluye por la rejilla hasta el depósito.

Un sistema de refrigeración por agua abierto utiliza la refrigeración por evaporación, reduciendo la temperatura del agua restante (no evaporada). Este método era común en los primeros motores de combustión interna, hasta que se observó la acumulación de incrustaciones de sales disueltas y minerales en el agua. Los sistemas modernos de refrigeración abierta desechan continuamente una fracción del agua de recirculación como purga para eliminar los sólidos disueltos en concentraciones lo suficientemente bajas como para evitar la formación de incrustaciones. Algunos sistemas abiertos utilizan agua del grifo barata, pero esto requiere mayores tasas de purga que el agua desionizada o destilada. Los sistemas de agua purificada siguen necesitando purga para eliminar la acumulación de subproductos del tratamiento químico y evitar la corrosión y la bioincrustación.

### Presurización
El enfriamiento por agua también tiene una temperatura de punto de ebullición de alrededor de 100 grados C a presión atmosférica. Los motores que funcionan a temperaturas más altas pueden necesitar un circuito de reciclado presurizado para evitar el sobrecalentamiento. Los sistemas modernos de refrigeración de automóviles suelen funcionar a 15 psi (103 kPa) para elevar el punto de ebullición del refrigerante de agua de reciclado y reducir las pérdidas por evaporación.

### Anticongelante
El uso de refrigeración por agua conlleva el riesgo de daños por congelación. Las aplicaciones de refrigeración de motores en automoción y muchas otras requieren el uso de una mezcla de agua y anticongelante para reducir el punto de congelación a una temperatura poco probable. El anticongelante también inhibe la corrosión de metales distintos y puede aumentar el punto de ebullición, permitiendo una gama más amplia de temperaturas de refrigeración por agua. Su olor característico también alerta a los usuarios de fugas y problemas en el sistema de refrigeración que pasarían desapercibidos en un sistema de refrigeración sólo por agua. La mezcla de refrigerante calentada también puede utilizarse para calentar el aire del interior del coche mediante el núcleo del calentador.

### Otros aditivos
Otros aditivos químicos menos habituales son los productos para reducir la tensión superficial. Estos aditivos están destinados a aumentar la eficiencia de los sistemas de refrigeración de automóviles. Dichos productos se utilizan para mejorar la refrigeración de sistemas de refrigeración de bajo rendimiento o tamaño insuficiente o en carreras donde el peso de un sistema de refrigeración más grande podría ser una desventaja.

### Mantenimiento de refrigeración líquida

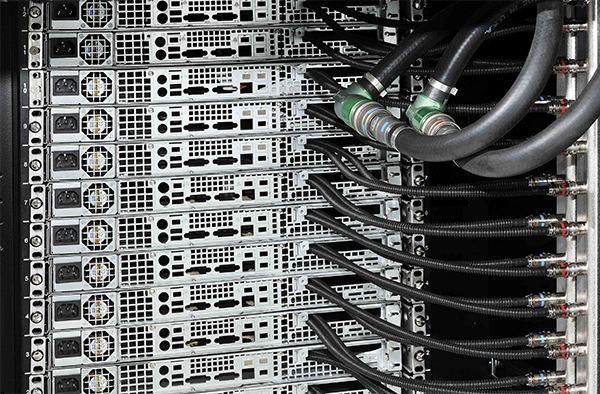
Solución de refrigeración líquida CoolIT Rack DCLC AHx

Las técnicas de refrigeración líquida se utilizan cada vez más para la gestión térmica de componentes electrónicos. Este tipo de refrigeración es una solución para garantizar la optimización de la eficiencia energética y, al mismo tiempo, minimizar el ruido y las necesidades de espacio. Especialmente útil en superordenadores o Centros de Datos, ya que el mantenimiento de los racks es rápido y sencillo. Una vez desmontado el rack, los acoplamientos rápidos de tecnología avanzada eliminan los derrames para mayor seguridad de los operarios y protegen la integridad de los fluidos (sin impurezas en los circuitos). En la tecnología electrónica es importante analizar los sistemas de conexión para garantizar:
- Sellado antiderrames (rotura limpia, acoplamientos de cara al ras)
- Compacto y ligero (materiales en aleaciones especiales de aluminio)
- Seguridad del operador (desconexión sin derrame)
- Acoplamientos de liberación rápida dimensionados para un flujo optimizado
- Sistema de guía de conexión y compensación de desalineación durante la conexión en sistemas de rack
- Excelente resistencia a la vibración y la corrosión.
- Diseñado para soportar un gran número de conexiones incluso en circuitos frigoríficos bajo presión residual

## Uso en las computadoras

Esta animación de una placa fría refrigerada por líquido (disipador de calor) de 40 mm por 40 mm por 10 mm muestra trayectorias de flujo contorneadas por temperatura, predichas mediante un paquete de análisis CFD.

Esta animación de una placa fría de cobre refrigerada por agua (disipador de calor) de 60 mm de diámetro por 10 mm de altura muestra trayectorias de flujo contorneadas por temperatura, predichas mediante un paquete de análisis CFD.

La refrigeración por agua suele añadir complejidad y coste en comparación con el diseño de refrigeración por aire, ya que requiere una bomba, tubos o tuberías para transportar el agua y un radiador, a menudo con ventiladores, para expulsar el calor a la atmósfera. Dependiendo de la aplicación, la refrigeración por agua puede crear un elemento adicional de riesgo, ya que las fugas del circuito de reciclado del refrigerante pueden corroer o cortocircuitar componentes electrónicos sensibles.
La principal ventaja de la refrigeración por agua para enfriar los núcleos de la CPU en equipos informáticos es que transporta el calor desde la fuente hasta una superficie de refrigeración secundaria, lo que permite utilizar radiadores grandes y de diseño óptimo en lugar de aletas pequeñas y relativamente ineficaces montadas directamente sobre la fuente de calor. La refrigeración de componentes informáticos calientes con diversos fluidos se viene utilizando al menos desde el Cray-2 en 1982, con Fluorinert. A lo largo de la década de 1990, la refrigeración por agua para PC domésticos fue ganando lentamente reconocimiento entre los entusiastas, pero empezó a ser notablemente más frecuente tras la introducción de los primeros procesadores con reloj de gigahercios a principios de la década de 2000. En 2018, hay docenas de fabricantes de componentes y kits de refrigeración por agua, y muchos fabricantes de ordenadores incluyen soluciones de refrigeración por agua preinstaladas para sus sistemas de alto rendimiento.
La refrigeración por agua puede utilizarse para refrigerar muchos componentes del ordenador, pero normalmente se utiliza para la CPU y la GPU. El enfriamiento por agua generalmente usa un bloque de agua, una bomba de agua y un intercambiador de calor de agua a aire. Al transferir el calor del dispositivo a un intercambiador de calor independiente, que puede ser de mayor tamaño y utilizar ventiladores más grandes y de menor velocidad, la refrigeración por agua puede permitir un funcionamiento más silencioso, mejorar la velocidad del procesador (overclocking), o un equilibrio de ambos. Con menos frecuencia, los Northbridge, Southbridge, las unidades de disco duro, la memoria,los módulos reguladores de voltaje (VRM) e incluso las fuentes de alimentación pueden enfriarse con agua.
El tamaño del radiador interno puede variar: de 40 mm con doble ventilador (80 mm) a 140 con ventilador cuádruple (560 mm) y el grosor de 30 mm a 80 mm. Los ventiladores del radiador pueden montarse en uno o ambos lados. Los radiadores externos pueden ser mucho más grandes que sus homólogos internos, ya que no necesitan caber en los confines de una caja de ordenador. Las cajas de gama alta pueden tener dos puertos con ojales de goma en la parte posterior para las mangueras de entrada y salida, lo que permite colocar los radiadores externos lejos del PC.

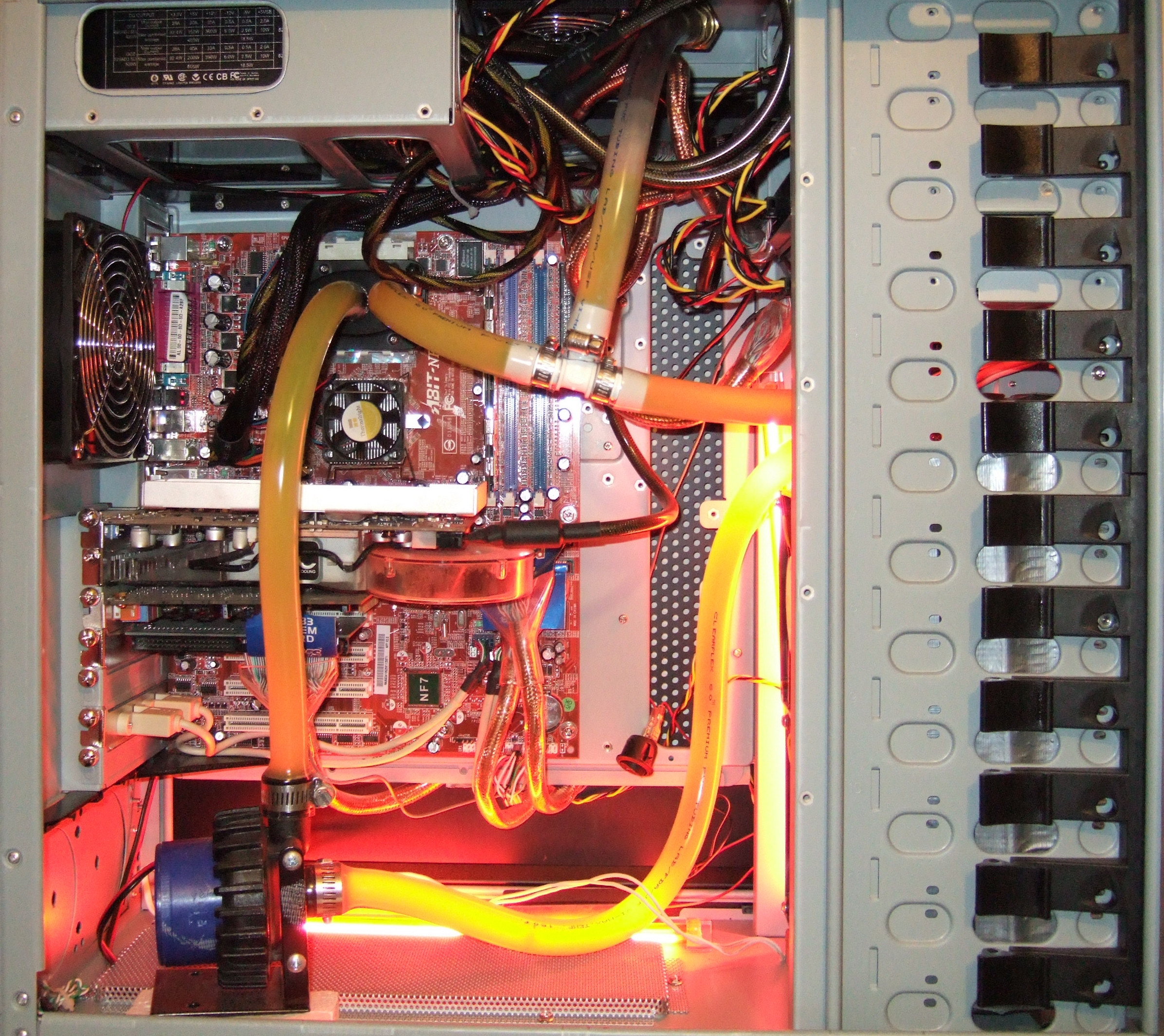
Típica configuración DIY Watercooling de un solo bloque de agua en un PC que utiliza una T-Line

Los overclockers especializados han utilizado ocasionalmente refrigeración por compresión de vapor o refrigeradores termoeléctricos en lugar de los intercambiadores de calor estándar más comunes. Los sistemas de refrigeración por agua, en los que el agua es enfriada directamente por el serpentín evaporador de un sistema de cambio de fase, son capaces de enfriar el refrigerante circulante por debajo de la temperatura ambiente del aire (imposible con un intercambiador de calor estándar) y, como resultado, suelen proporcionar una refrigeración superior de los componentes generadores de calor del ordenador. El inconveniente de la refrigeración por cambio de fase o termoeléctrica es que consume mucha más electricidad y, debido a la baja temperatura, hay que añadir anticongelante. Además, para evitar los daños causados por la condensación del vapor de agua del aire en las superficies refrigeradas, hay que utilizar aislamiento, normalmente en forma de calorifugado alrededor de las tuberías de agua y almohadillas de neopreno alrededor de los componentes que se van a refrigerar. Un deshumidificador doméstico o un acondicionador de aire son lugares habituales para tomar prestados los sistemas de transición de fase necesarios.

## Barcos y botes
El agua es un medio de refrigeración ideal para los buques, ya que están constantemente rodeados de agua que, por lo general, se mantiene a baja temperatura durante todo el año. Los sistemas que funcionan con agua de mar deben fabricarse con cuproníquel, bronce, titanio o materiales similares resistentes a la corrosión. El agua que contiene sedimentos puede requerir restricciones de velocidad a través de las tuberías para evitar la erosión a alta velocidad o el bloqueo por sedimentación a baja velocidad.

## Otras aplicaciones
La transpiración vegetal y la transpiración animal utilizan el enfriamiento por evaporación para evitar que las altas temperaturas provoquen índices metabólicos insostenibles.
Las ametralladoras utilizadas en posiciones defensivas fijas a veces utilizan la refrigeración por agua para prolongar la vida útil del cañón durante periodos de fuego rápido, pero el peso del agua y del sistema de bombeo reduce considerablemente la portabilidad de las armas de fuego refrigeradas por agua. Las ametralladoras refrigeradas por agua fueron muy utilizadas por ambos bandos durante la Primera Guerra Mundial, pero al final de la contienda empezaron a aparecer en el campo de batalla armas más ligeras que rivalizaban con la potencia de fuego, la eficacia y la fiabilidad de los modelos refrigerados por agua, por lo que estas armas han desempeñado un papel mucho menor en conflictos posteriores.
Un hospital sueco utiliza agua de deshielo para refrigerar sus centros de datos y equipos médicos y mantener una temperatura ambiente agradable.
Algunos reactores nucleares utilizan agua pesada como refrigeración. El agua pesada se emplea en los reactores nucleares porque es un absorbente de neutrones más débil. Esto permite utilizar combustible menos enriquecido. Para el sistema de refrigeración principal, se emplea preferentemente agua normal mediante el uso de un intercambiador de calor, ya que el agua pesada es mucho más cara. Los reactores que utilizan otros materiales para la moderación (grafito) también pueden utilizar agua normal para la refrigeración. 
El agua industrial de alta calidad (producida por ósmosis inversa o destilación) y el agua potable se utilizan a veces en plantas industriales que requieren agua de refrigeración de gran pureza. La producción de estas aguas de alta pureza genera salmueras de subproductos residuales que contienen las impurezas concentradas del agua de origen.
En 2018, investigadores de la Universidad de Colorado Boulder y la Universidad de Wyoming inventaron un metamaterial de enfriamiento radiativo conocido como "RadiCold", que se está desarrollando desde 2017. Este metamaterial ayuda a enfriar el agua y a aumentar la eficiencia de la generación de energía, en la que enfriaría los objetos situados debajo, al reflejar los rayos del sol y, al mismo tiempo, permitir que la superficie descargue su calor como radiación térmica infrarroja.